# بمب‌گذاری‌های اکتبر ۲۰۱۰ آبوجا
بمب‌گذاری‌های اکتبر ۲۰۱۰ آبوجا (انگلیسی: October 2010 Abuja bombings) حملاتی بود با خودروهای بمب‌گذاری شده علیه جمعیتی که در مراسم صبح روز یک اکتبر در آبوجا پایتخت نیجریه جمع شده بودند تا پنجاهمین سالگرد استقلال نیجریه را جشن بگیرند. ۲حمله بمب‌گذاری در مجموع ۱۲ کشته و ۱۷ زخمی برجای گذاشت. یک ساعت قبل از اولین بمب‌گذاری در محل، در نزدیکی میدان عقاب (محل برگزاری جشن)، جنبش استقلال طلبانه منطقه دلتا نیجر با صدور اطلاعیه‌ای نسبت به این بمب‌گذاری هشدار داد. اولین انفجار حدود ساعت ۱۰:۳۰ صبح رخ داد،
با وارد شدن خدمات اورژانس در صحنه سپس انفجار دوم واقع شد.